# ويليام جيم جورجاس
ويليام جيم جورجاس (بالإنجليزية: William C. Gorgas)‏ (من مواليد 3 أكتوبر 1854 - 3 يوليو 1920) كان طبيبا في جيش الولايات المتحدة والجراح 22 للجيش الولايات المتحدة (1914-1918).

## روابط خارجية
- ويليام جيم جورجاس على موقع الموسوعة البريطانية (الإنجليزية)
- ويليام جيم جورجاس على موقع إن إن دي بي (الإنجليزية)